# Quadrette

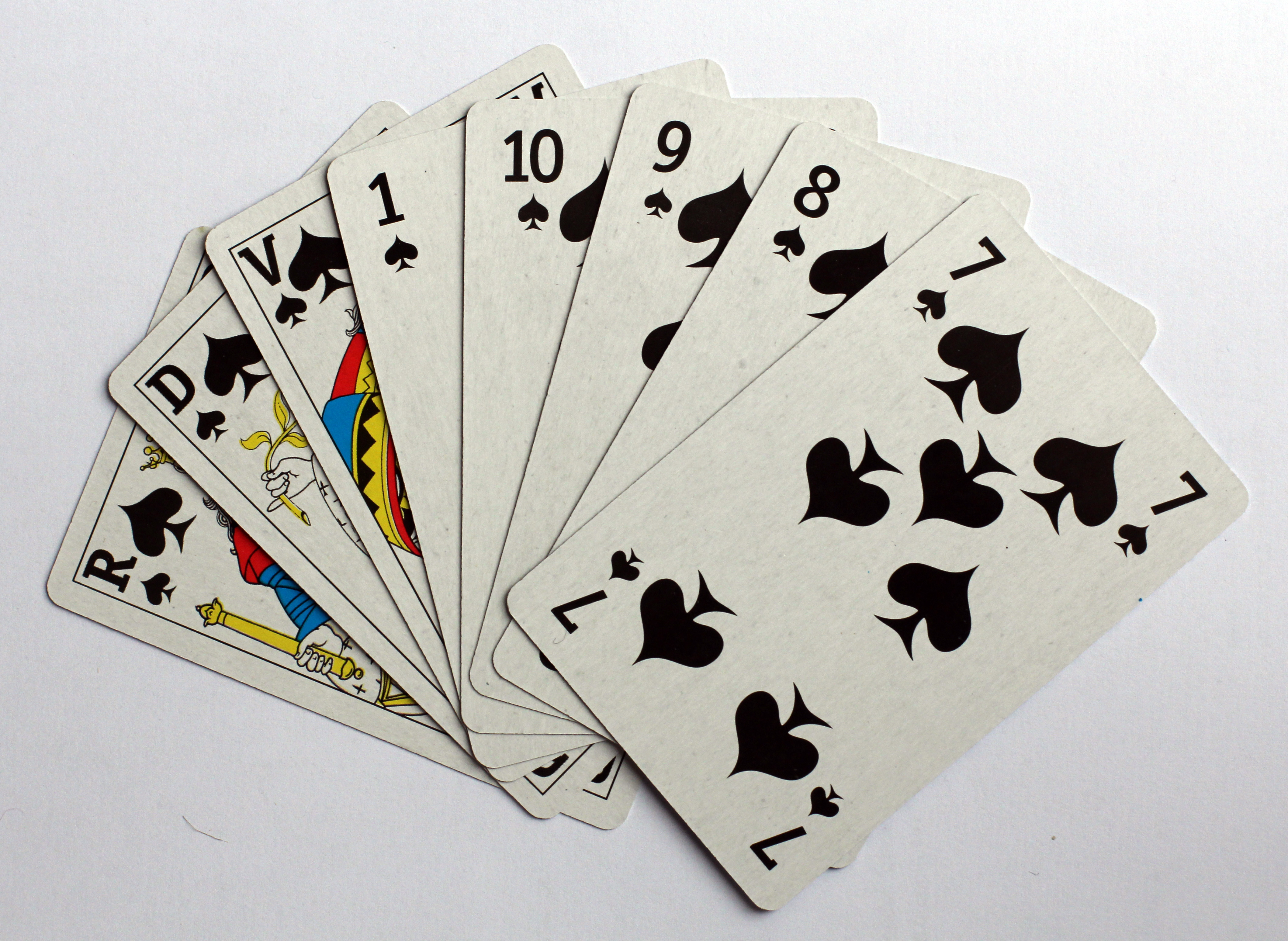
Die Pikfarbe aus einem französischen Blatt. Die Ecarté-Reihenfolge wird auch in Quadrette verwendet.

Quadrette, auch Quadretta, Quadreta, Quatrète, Cadretta oder Parlaire, ist ein altes provenzalisches Kartenspiel für vier Spieler, die zwei Mannschaften bilden. Es ist ungewöhnlich, weil Kommunikation zwischen den Partnern erlaubt ist und der Mannschaftskapitän Informationen einholen und das Spiel anleiten darf. Es ähnelt dem klassischen Whist, ist aber einfacher und schneller zu spielen.

## Geschichte
Die Spielrichtung gegen den Uhrzeigersinn, die Rangfolge des Asses und die mündliche Kommunikation zwischen den Partnern deuten auf ein gewisses Alter hin. Das Spiel scheint eine Abwandlung von Sizette („sechs Personen“) für vier Spieler zu sein (daher der Name, weil Quadrette  „vier Personen“ andeutet). Sizette selbst wurde erstmals 1725 erwähnt und wurde anscheinend in vielen Regionen Frankreichs gespielt, sowohl im Norden als auch im Süden, bevor es im späten 19. Jahrhundert ausstarb. Quadrette wurde erstmals 1785 in einem Wörterbuch der Regionen Provence und Comtat Venaissin erwähnt, wo es zusammen mit Sizette auch den Namen Parlaire (von „parleur“ – Sprecher) trägt, da die Spieler über die Karten sprechen konnten, die sie in der Hand hielten. Neben Quadrette hielt sich der Name „Parlaire“ mindestens bis Mitte des 19. Jahrhunderts.
1834 waren Piquet, Quadrette und Sizette Spiele, mit denen sich alte Leute in den Hautes-Alpes entspannten, aber Quadrette war auch im Languedoc bekannt. Gemäß einem Bericht von 1840 erholten sich die französischen Korallenfischer aus Marseille, die vor der nordafrikanischen Küste auf Korallenfang ausfuhren, abends bei einer Partie Quadretta italienne von den Mühen des Tages. Im Jahr 1860 wurde Quatrète als eine Art „Dorf-Whist“ im Languedoc beschrieben, bei dem die Spieler mit ihren Partnern über ihre Hände sprachen.
Eine umfassende Beschreibung des Spiels findet sich in dem Roman Les trente-deux duels de Jean Gigon. Histoire d’un enfant trouvé („Die 32 Duelle von Jean Gigon. Geschichte eines Findelkinds“) von Antoine Gandon (1860).
In Scènes de la Vie Provençale von Célestin Sénès (1886) gibt es eine amüsante Erzählung, in der eine Quadrette-Partie unter vier Damen auf der Dorfstraße stattfindet. Die Geberin deckt die letzte Karte als Trumpf auf. Es wird geschildert, wie die Spielerinnen ihren Partnerinnen Fragen über deren Karten stellen. Sie spielen um Liards und Sous, also um Kleingeld. Ein Junge klagt die Mutter wegen Betrügerei an, da diese die beste Karte „im Talon“ verstecke. In diesem Fall bezeichnet „Talon“ die unterste Karte im Stapel, die zur Geberin geht.
Das Quadrette überlebte mindestens bis in die 1930er Jahre, als es noch als Quadretta in Nizza gespielt wurde. Offenbar war es aber in der Provence noch lange bekannt. Jean-Pierre Le Goff gab in seinem Buch La fin du village („Das Ende des Dorfes“) 2012 an, dass es noch in den 1980er Jahren in den Cafés der Dörfer geläufig war. Während der COVID-19-Epidemie veröffentlichte das Département Alpes-Maritimes auf seiner Website eine Spielanleitung.

## Regeln (1930)
Die folgenden Regeln basieren auf einem Bericht von 1930 über „das gute alte Spiel unserer Väter, Quadretta, … das in den Vergnügungen des Volkes und des Bauern von Nizza einen so großen Platz einnahm“.

### Übersicht
Das Spiel wird von vier Spielern in zwei Mannschaften gespielt, wobei sich die Partner gegenübersitzen. Ziel ist es, als erstes Team vier der acht Stiche zu machen. Kartengeben und Ausspielen erfolgen gegen den Uhrzeigersinn. Jedes Team wählt einen Kapitän.
Es wird ein 32-Blatt-Kartenspiel mit französischen Farben verwendet. Der Wert der Karten in absteigender Reihenfolge ist: König bis zur Sieben. Das Ass liegt zwischen Bube und Zehn, wie bei Sizette und Triomphe.

### Geben
Die Spieler ziehen Karten aus dem Kartenspiel, um ihre Partner und den ersten Kartengeber zu bestimmen. Wer zuerst einen König zieht, wird zum ersten Geber, und wer einen König der „passende Farbe“ (z. h. Herz passt zu Karo; Pik zu Kreuz und umgekehrt) zieht, wird zum Partner des Gebers. Der Geber mischt das Kartenspiel, lässt nach links abheben und gibt jedem acht Karten in zwei Päckchen (4-4 oder 5-3), beginnend mit Vorhand (der Spieler rechts vom Geber). Der Geber deckt die letzte Karte auf, welche die Trumpffarbe bestimmt, und nimmt sie in sein Blatt auf.

### Kommunikation
Vor Spielbeginn bewerten die Teams ihre Karten. Der Kapitän des ausspielenden Teams (das Team, das nicht ausgeteilt hat), stellt Fragen, und der Partner antwortet mit Informationen zu den gehaltenen Karten. Der Kapitän ermittelt, welche Karten gehalten werden, und leitet das Spiel des Partners entsprechend an, z. B. welche Farbe ausgespielt werden soll. Sobald die erste Karte ausgespielt wurde, macht das andere Team dasselbe.

### Spiel
Die Spieler müssen, wenn möglich, Farbe bedienen; andernfalls dürfen sie nach Belieben trumpfen oder ablegen. Das erste Team, das 4 Stiche macht, hat gewonnen und erhält 1 Punkt. Macht es alle 8 Stiche, erhält es 2 Punkte.
Während des Spiels kann der Kapitän Anweisungen wie „Nimm diese“ oder „Lass sie für mich“ geben. An einigen Orten durften die Teams nur sprechen, wenn sie am Stich waren.

## Abwandlungen
Nach Gandons Beschreibung erhält jeder Spieler nur sechs Karten. Die erste der als Talon verbleibenden acht Karten wird aufgedeckt und bestimmt die Trumpffarbe. Dies erhöht die Unsicherheit, weil fehlende Karten auch im Talon liegen können. Vier Stiche genügen zum Sieg und bringen einen Punkt, beim Gewinn aller sechs Stiche gibt es zwei Punkte.
Ähnlich wie bei Gandon sind die Regeln auch auf einer Webseite des Département Alpes-Maritimes formuliert. Zudem heißt es dort:
- Wenn beide Teams jeweils drei Stiche machen, ist es unentschieden und beide erhalten einen Punkt.
- Geber und Vorhand sind jeweils die Kapitäne der beiden Parteien.
- Nach dem ersten Stich dürfen nur die Kapitäne sprechen.

## Beispiele für verwendete Kommunikation
Cason gibt ein Beispiel für die Eröffnungsdiskussion zwischen einem Kapitän und seinem Teamkollegen:

„Hast du einen König? – Nur einen. Bist du lang?  – Nur drei. Und wie viele Trümpfe? – Nur einen. Die Dame? – Nein. Und wie viele Karo? – Nur zwei. Dann spiel einen. Und versteck deine Hand!“

Bei Gandon wird eine Partie Quadrette zwischen Offizieren des 17. Regiments der Chasseurs à cheval (Jäger zu Pferde) geschildert. Der Held, Jean Gigon, spielt mit einem alten Soldaten zusammen, der behauptet, im Regiment nicht seinesgleichen in diesem Spiel zu haben. Der alte Soldat oder „alte Schnurrbart“ (vieux moustache) ist Kapitän des Teams. Der Dialog entwickelt sich wie folgt, wobei die versteckte Pointe darin besteht, dass der anfängliche Ausruf hélas genauso klingt wie ...et l’as (... und das Ass):

„‚Versteck deine Hand‘, sagte der alte Schnurrbart. ‚Wie viele Trümpfe hast du, Jean Gigon?‘ ‚Ich habe den König, hélas!‘ ‚Also gut, spiel den Trumpf-König.‘ ‚Trumpf-König‘, sagte Gigon. ‚Ich spiele die Sieben‘, sagte Gigons Nachbar. ‚Und ich die Acht‘, sagte der alte Schnurrbart. ‚Ich die Neun‘, sagte der vierte Spieler. ‚Der erste Stich gehört uns‘, fuhr der alte Soldat fort. ‚Jetzt, mein Junge, spiel dein Ass.‘ ‚Mein Ass? Aber ich habe es nicht!‘ ‚Wie, du hast das Trumpf-Ass nicht?‘ ‚Aber nein, mein Alter.‘ ‚Kann es sein, dass du dich über mich lustig machst, junger Mann?‘ Ein Streit bricht aus und endet in einem Duell.“